# ایشتوان یوش
ایشتوان یوش (مجاری: Joós István؛ زادهٔ ۲۷ مارس ۱۹۵۳) قایقران کایاک اهل مجارستان است.